# Tomasz z Akwinu
Tomasz z Akwinu, także Akwinata (łac. Thomas de Aquino; ur. w 1224 albo w 1225 w Roccasecca, zm. 7 marca 1274 w Fossanuova) – włoski filozof scholastyczny, teolog, członek Zakonu Kaznodziejskiego (dominikanów). Uważany za jednego z najwybitniejszych myślicieli w dziejach chrześcijaństwa. Święty Kościoła katolickiego; jeden z doktorów Kościoła, który nauczając przekazywał owoce swej kontemplacji (łac. contemplata aliis tradere).

## Życiorys
Urodził się w 1224 albo 1225 roku w zamku Roccasecca koło Akwinu. Pochodził z arystokratycznej rodziny – jego rodzicami byli hrabia Akwinu Landulf i Teodora Caracciolo. Naukę początkową odebrał w klasztorze benedyktyńskim na Monte Cassino, a w 1239 roku podjął studia w zakresie sztuk wyzwolonych w Neapolu. Pięć lat później postanowił wstąpić do zakonu dominikanów i wyruszył do Paryża kontynuować naukę. Jego rodzina nie zaakceptowała tego wyboru (chciała by został opatem na Monte Cassino, co było wówczas funkcją bardzo dochodową) i bracia Tomasza uwięzili go. Po roku Akwinata nadal odmawiał zrzucenia habitu, więc bracia uwolnili go i zezwolili mu na wyjazd. W Paryżu poznał swojego mistrza, Alberta z Lauingen, z którym w 1248 roku przeniósł się do Kolonii. Tam uzyskał stopień bakałarza biblijnego i napisał pierwsze dzieła: „komentarz do Księgi Izajasza” (łac. Expositio super Isaiam ad litteram) i „postylle do Księgi Jeremiasza i Lamentacji Jeremiasza” (łac. Super Ieremian at Threnos). W 1252 roku wrócił do Paryża, uzyskał stopień bakałarza sentencjariusza i zaczął wykładać Sentencje Piotra Lombarda. Napisał wówczas także „Komentarz do Sentencji” (łac. Scriptum super Sententias) oraz krótkie traktaty filozoficzne „O zasadach natury” (łac. De principiis naturae) i „O bycie i istocie” (łac. De ente et essentia). Cztery lata później został magistrem teologii i profesorem Uniwersytetu Paryskiego. Popadł tam w konflikt z Wilhelmem z Saint-Amour, który usiłował zabronić zakonnikom wykładać na katedrze uniwersyteckiej. Owocem tego sporu jest dzieło „Przeciw zwalczającym kult Boga i życie zakonne” (łac. Contra impugnantes Dei cultum et religionem). Papież potępił tezy Wilhelma i zezwolił mnichom wykładać. W tym czasie Tomasz napisał „Komentarz do O Trójcy Boecjusza” i „O prawdzie”.
W 1259 roku udał się do Valenciennes, by wziąć udział w kapitule generalnej dominikanów, a następnie przeniósł się do Neapolu. Tam dwa lata później, na prośbę byłego generała zakonu Rajmunda z Penyafortu, zaczął pisać „Summa contra gentiles”, którą ukończył około 1266 roku. Jeszcze w 1261 roku przeniósł się do Orvieto, gdzie przez cztery lata uczył w szkole dominikańskiej. W tym okresie stworzył kilka kolejnych dzieł, m.in.: „Komentarz do Księgi Hioba” (łac. Expositio super Iob ad litteram), „Jak uzasadnić wiarę” (łac. De rattionibus fidei) oraz na prośbę Urbana IV „Sprostowanie błędów greckich” (łac. Contra errores Graecorum) i „Złotą katenę do czterech Ewangelii” (łac. Catena aurea in quattuor Evangelias). Podczas pobytu w Orvieto sekretarzem Tomasza został Reginald z Piperno. W 1265 roku wyruszyli oni do Rzymu, gdzie Akwinata miał nauczać w szkole dominikańskiej. Wówczas napisał pierwszą część swojego magnum opus „Summa theologiae”. Druga część powstała w Paryżu w okresie 1270–1272, a początek trzeciej części w Neapolu. Nieukończoną ostatnią część uzupełnił po śmierci Tomasza, jego sekretarz Reginald.
Podczas pobytu w Rzymie napisał wiele traktatów i rozpraw, wizytował dwór papieski, a także poznał Wilhelma z Moerbeke. W 1268 roku wrócił do Paryża, gdzie stworzył dzieła egzegetyczne: „Komentarz do Ewangelii Jana i Mateusza” (łac. Lectura super Ioannem, Lectura super Matthaeum), „Komentarz do Listu do Rzymian i do Koryntian” (łac. Lectura super epistolas Pauli) oraz wiele analiz arystotelesowskich. Do jego dzieł zalicza się także pismo w obronie Piotra z Tarentaise – „Odpowiedź bratu Janowi z Vercelli” oraz rozprawy polemizujące z Gerardem z Abbeville („O doskonałości życia duchowego” i „Przeciw naukom tych, którzy odciągają od życia zakonnego”). W 1272 roku udał się do Neapolu, gdzie chciał założyć studium dominikańskie i został kaznodzieją w kościele San Domenico Maggiore. 6 grudnia 1273 roku podupadł na zdrowiu, w wyniku czego przestał tworzyć. Miesiąc później Grzegorz X poprosił Tomasza, by udał się na sobór w Lyonie. Pomimo złego stanu zdrowia, dominikanin przychylił się do prośby. Podczas podróży, stan jego zdrowia znacznie się pogorszył i postanowił zatrzymać się w klasztorze cystersów w Fossanuova. Zmarł tamże 7 marca 1274 roku.
Miał przydomki „doktor anielski” (łac. doctor angelicus) oraz „doktor powszechny” (łac. doctor communis).

## Poglądy
System filozoficzny Tomasza można najkrócej scharakteryzować jako konsekwentne przystosowanie klasycznych poglądów Arystotelesa do treści zawartych w teologicznej doktrynie chrześcijańskiej. Tym sposobem zostały wprowadzone do katolickiej teologii pojęcia aktu i możności, formy i materii, zasada przyczynowego powiązania zdarzeń, rozumienie poznania jako procesu receptywnego, oraz pojęcie dowodu. Według św. Tomasza nie jest bezpośrednio znany umysłowi ludzkiemu ani Bóg, ani dusza, ani żadne prawdy ogólne. Człowiek rodzi się bez wiedzy i zdobywa ją dopiero w czasie życia. Jednocześnie Tomasz w sposób istotny wzbogaca myśl Arystotelesa; przede wszystkim wprowadza do swojego systemu kategorię istnienia, przez co istotnie modyfikuje całą koncepcję metafizyczną Stagiryty; rozwija także – nieznaną greckiej filozofii – filozoficzną i teologiczną koncepcję bytu osobowego.

### Koncepcje epistemologiczne
Tomasz stał na stanowisku receptywności poznania oraz łączności poznania wyższego z niższym, umysłowego ze zmysłowym. Władze poznawcze człowieka są albo zmysłowe, albo umysłowe. Władze wyższe posługują się niższymi, więc umysłowe zmysłowymi. Od władz niższych, zmysłowych, musi się też rozpoczynać proces poznania. W doczesnym życiu (secundum praesentis vitae statum) umysł, złączony z ciałem, nie może się obejść bez pośrednictwa zmysłów; zmierza jednak do umysłowego ujęcia rzeczy.
Tomasz traktował rozum psychologicznie, jako władzę duszy, a nie metafizycznie, jako oddzielną substancję. Wraz z Arystotelesem dzielił rozum na czynny i bierny. Właściwego aktu poznawczego dokonuje dopiero rozum bierny. Ostatecznie wszelkie poznanie rozumowe, tak samo jak zmysłowe, jest receptywne.
Przedmioty materialne możemy poznawać rozumem; dzięki temu posiadamy o nich wiedzę ogólną i pewną. Poznanie rozumowe jest zawsze ogólne, więc rozumowo poznajemy tylko gatunki, a nie jednostki materialne. Własną duszę poznajemy tylko pośrednio. Tomasz uważał, że dane są nam rzeczy zewnętrzne, a nie przeżycia wewnętrzne. Twierdził, też, że poznajemy jedynie to, co rzeczywiste, a nie to, co potencjalne. Bezpośrednio poznajemy więc tylko czynności duszy, a władze duszy i samą duszę – wyłącznie na drodze refleksji.

### Dwa rodzaje poznania: wiara i rozum
Tomasz uważał, że wiara i wiedza stanowią dwie różne dziedziny poznania, które w poszukiwaniach prawdy o świecie uzupełniają się wzajemnie. Dziedzina wiedzy, w przekonaniu Tomasza, była rozległa: rozum poznaje nie tylko rzeczy materialne, ale również Boga, jego istnienie, jego własności, jego działanie. Istnieją jednak prawdy dla rozumu niedostępne, jak Trójca Święta, grzech pierworodny, wcielenie, stworzenie świata w czasie; są to prawdy wiary, które jedynie objawienie może ludziom udostępnić. Niektóre prawdy przekraczają rozum, ale żadna mu się nie sprzeciwia. Nie może być sprzeczności między objawieniem a rozumem; podwójnej prawdy o tej samej rzeczy, jednej objawionej, a drugiej wyprowadzonej przez rozum (jak uczyli awerroiści) być nie może, bo wszelka prawda, zarówno objawiona, jak i naturalna, pochodzi z jednego źródła: od Boga. Prawda, jaką Bóg zsyła na drodze łaski, uzupełnia, ale nie zmienia tej, którą udostępnia na drodze przyrodzonej.
Na tej podstawie powstała prosta koncepcja rozgraniczenia filozofii i teologii, na jaką się dawniejsza scholastyka nie zdobyła. Teologię buduje się na podstawie objawienia, filozofię wyłącznie na zasadach rozumu. Nawet gdy traktują o tych samych sprawach, każda traktuje inaczej. Filozofia, jeśli służy teologii, to jedynie w tym sensie, że przygotowuje do wiary (preambula fidei), i że jej broni.

### Teologia jako nauka
Zagadnienie, czy teologia może być uznana za naukę Tomasz z Akwinu poruszał w Komentarzu do De Trinitate Boecjusza q. 2, podchodząc do nauki w znaczeniu arystotelesowskim: Czy w odniesieniu do spraw Bożych, które podpadają pod wiarę, może istnieć jakaś nauka – (łac.) Utrum de divinis quae fidei subsunt possit esse aliqua scientia? To samo zagadnienie zreferowane jest w Tomaszowym prologu Komentarza do Sentencji Piotra Lombarda, art. 1 oraz art. 3, rozw. 2. Wśród kwestii-argumentów przeciwko można wyróżnić trzy zasadnicze:
1. Wiara chrześcijańska ma jako przedmiot tajemnicę, która nie jest oczywista
2. Przyzwolenie wiary powinno zawsze poprzedzać rozum, podczas gdy przyzwolenie ducha zdaje się budować na rozumie
3. Artykuły, prawdy wiary, które w porządku wiary odgrywają rolę zasadniczą, nie są same w sobie oczywiste

Przykładem trudności może być pytanie o Boga, czy może On być przesłanką rozumowania, będąc formą prostą (p. 3), której istoty człowiek nie może poznać w sposób adekwatny (p. 2)?
Odpowiedź Tomasza idzie w kierunku wykazania paralelizmu teologii do filozofii. W Komentarzu do De Trinitate Boecjusza q. 2 art. 2 przytacza on argumenty Arystotelesa z Organonu:
1. Nauka jest działalnością rozumu /(łac.) motus/, który łączy pewne obszary poznania jeszcze niejasne i nieusystematyzowane z innymi obszarami już bardziej jasnymi i usystematyzowanymi. Tworzy to zbiór sylogizmów sprawdzalnych /sylogismi demonstrativi/, które w przeciwieństwie do sylogizmów dialektycznych albo aporii sofistycznych, dostarczają prawdziwej wiedzy: Gdyż wiedza, wydaje się być niczym innym niż poznaniem prawdy jakiegoś wniosku poprzez przeprowadzenie widzialnego (sprawdzalnego) dowodzenia – (łac.) scire nihil aliud esse videatur quam intelligere veritatem alicujus conclusionis per demonstrationem.
2. Działalność rozumu /motus/ nie jest nieograniczona i nie zatacza logicznych kół. Ma za swój punkt wyjścia pierwsze zasady, a osiąga swój kres poprzez sformułowanie wniosków. W pewnym sensie owoce refleksji naukowej są pewne, gdyż istnieją pierwsze przyczyny, które są pewne
3. Pewność naukowa wynika z odnalezienia powiązania między wnioskami i zasadami – nazywa się to wnioskowaniem /(łac.) resolutio/ – i jest pewnością zapośredniczoną /(łac.) mediate/. To zapośredniczenie nie jest zrozumiałe jeśli się nie przyjmie pierwszych zasad. Te zaś, same w sobie, nie mogą być przedmiotem nauki doświadczalnej /(łac.) Scientia demonstrativa/, ich oczywistość musi być rozpoznana przez rozum, inteligencję / (łac.) intellectus, (gr.) nous/.

W myśl tych stwierdzeń można wskazać bieg refleksji teologicznej prowadzący od wiary do poznania rozumowego, od pewnej początkowej podstawy do rozwiniętego zbioru twierdzeń, od zasad do wniosków. Warunkiem istotnym jest przestrzeganie pewnej przejrzystości wewnętrznej prawd wiary. Należy nie dopuszczać do stawiania w opozycji rozumu, tego co jest dla niego oczywiste, i wiary, wraz z jej nieoczywistymi twierdzeniami.
Jak zwrócił uwagę Robert Barron, cechą refleksji teologicznej Tomasza było unikanie prób uchwycenia tego co boskie w definicje. Akwinata wykazywał, że Bóg, jako byt prosty wymyka się im, objawiając się w Jezusie Chrystusie człowiekowi jako moc ekstatyczna, od której żaden z bytów nie jest większy. Odwrotnie to Bóg jest tym, którym zdobywa nas i pociąga nas do siebie. Dlatego według Tomasza teologia jest dziedziną spekulatywną, czyli kontemplacją, a nie praktyczną, gdyż zajmuje się bardziej sprawami boskimi niż ludzkimi działaniami:

Chrześcijańska teologia zajmuje się Bogiem, który uczynił ludzi, nie jest zaś uczyniony przez nich. Jest zatem bardziej kontemplatywna niż praktyczna (STh I, q1 a4).

### Metafizyka
Arystotelesowską metafizykę, czyli filozofię bytu Tomasz wzbogacił o dodatkowy aspekt – istnienie. Dostrzeżone przez Arystotelesa dwie wewnętrzne przyczyny bytu: materia i forma, będące odpowiednio możnością i aktem, trzeba uzupełnić o istnienie, będące przyczyną sprawczą. Dopiero złożenie istoty (natura, łac. essentia, quidditas), która jest możnością, i istnienia (esse), które jest aktem, daje istniejący byt, substancję. Istotą każdej rzeczy jest to, co właściwe gatunkowi, do którego należy – co zawarte jest w definicji gatunku. Rzeczy stworzone istnieją nie dzięki swej istocie, lecz dzięki temu, co nazywamy istnieniem (łac. esse). W tym leży zasadnicza różnica między Bogiem a stworzeniem.
Bóg, jako Absolut, jest jedynym bytem, w którym istota jest tożsama z istnieniem. Wskazuje na to także Jego imię Jestem, który Jestem, objawione Mojżeszowi (por. Wj 3,14-15). W stworzeniach, które są bytami przygodnymi, niekoniecznymi – istnienie nie jest tożsame z istotą, lecz jest ich aktem, czyli urzeczywistnieniem. Nie jest ono konieczne, stąd istota może, ale nie musi istnieć. Natomiast Bóg jest bytem koniecznym, musi istnieć, bo to leży w Jego istocie. Jest bytem niezależnym – istnieje z własnej natury. Stworzenie jest bytem przygodnym i zależnym. Istnienie nie jest jego naturą – przychodzi z zewnątrz urzeczywistniając jego istotę. Stąd Bóg jest bytem prostym, a stworzenie – złożonym, bo składa się przynajmniej z formy, czyli istoty i istnienia.
Synonimem bytów jest substancja. Jest to złożenie istoty i istnienia. Są dwa rodzaje substancji: cielesne i duchowe. W bytach cielesnych, istota to forma i materia. Forma określa to, co w bycie jest z gatunku, a materia to co jest w nim jednostkowego – stąd gatunek może mieć wielu przedstawicieli, wiele jednostek należących do niego; forma jest źródłem tego co wspólne w gatunku, materia – tego co mnogie. Połączenie formy i materii z istnieniem daje substancję cielesną. Substancje duchowe nie mają materii, są złożeniem czystej istoty (formy) i istnienia. Na tym polega zasadnicza różnica między światem duchowym a cielesnym. Co cielesne, składa się z formy i materii, a co jest czysto duchowe, posiada tylko formę.
Uwzględnienie w strukturze bytu momentu istnienia otwiera możliwość dowartościowania tego, co jednostkowe i indywidualne. W ujęciu Arystotelesa o jednostkowości i indywidualności decydowała materia, która jest elementem potencjalnym, możnościowym, niedoskonałym; w ujęciu Akwinaty jednostkowość i indywidualność konstytuowana jest istnieniem, które jest najdoskonalszym elementem bytu – jest aktem wszystkich aktów, a przez to doskonałością wszystkich doskonałości (Esse est actualitas omnium actuum et propter hoc est perfectio omnium perfectionum [De potentia VII a2, ad 9]).

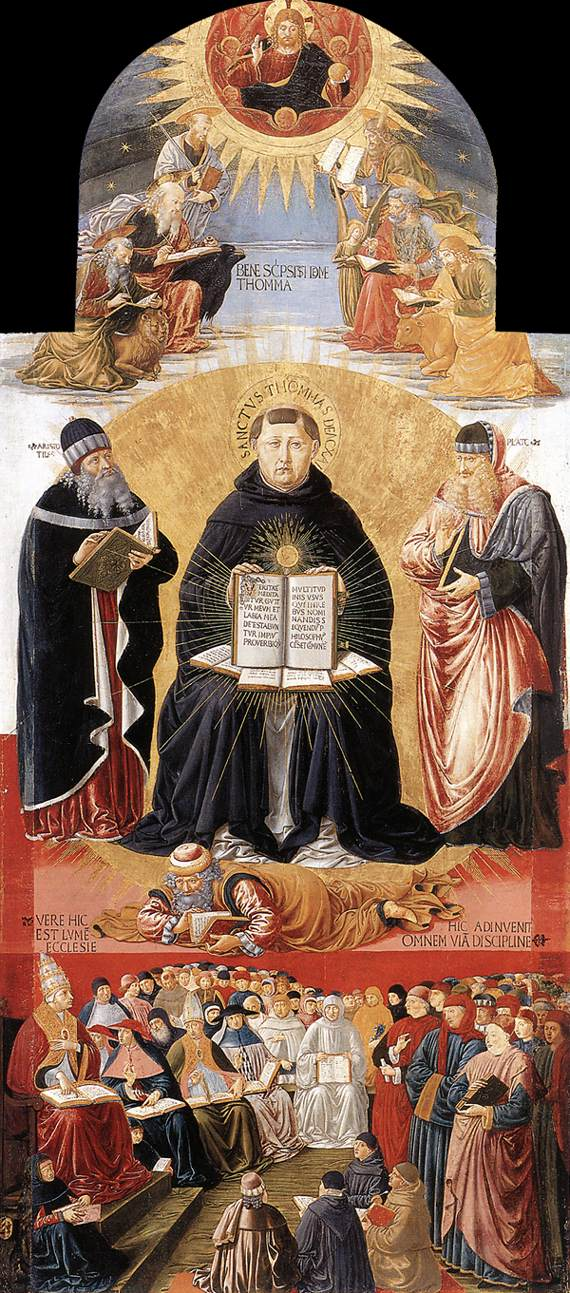
Triumf św. Tomasza z Akwinu, Luwr, Paryż

#### Nauczanie o transcendentaliach
Transcendentalia (łac. transcendere – „przekraczać”, przekraczające kategorie) to właściwości przysługujące każdemu bytowi (nie są to akcydensy); „coś, co mogę orzec o każdym bycie” [De veritate q1 a1]
1. Byt wzięty sam w sobie
  1. Ens (byt) – wszystko, co jest – istnieje (wywodzi się z aktu istnienia)
  2. Res (rzecz) – wszystko jest rzeczą, ponieważ ma jakąś treść
  3. Unum (jedność) – byt o tyle jest bytem, o ile jest jednością
2. Byt w relacji do innych
  1. Aliquid (odrębność) – byt o tyle jest bytem, o ile jest odrębny (w myśl zasady niesprzeczności ~(p∧~p) i prawa wyłączonego środka ~p∨p; byt jest pierwotny, natomiast zasady są wtórne)
3. Ze względu na odniesienie do władz umysłowych
  1. Bonum (dobro) – ze względu na przyporządkowanie bytu do woli, o każdym bycie możemy powiedzieć „dobro”; każdy byt może być dobry, bo jeśli coś istnieje, oznacza to, że Bóg tego chce
  2. Verum (prawda) – ze względu na przyporządkowanie bytu do intelektu (adequatio rei et intelectum), każdy byt jest dorzeczny, sensowny – nadaje się do poznania intelektualnego
  3. Pulchrum (piękno) – ze względu na przyporządkowanie bytu do duszy w całości, piękne jest to, co ujrzane podoba się (pulchra sunt qua visa placent)

Transcendentalia nie każdemu bytowi przysługują w ten sam sposób, ponieważ im bardziej coś istnieje, tym bardziej przysługują mu poszczególne transcendentalia; np. poszczególne transcendentalia bardziej przysługują osobom niż bytom, które nie są osobami.

### Rozumowe uzasadnienie istnienia Boga
Według Tomasza istnienie Boga nie jest prawdą oczywistą (propositio per se nota), nie wymagającą dowodzenia. Potrzebny jest dla niej dowód. Twierdząc tak, Tomasz stawał w opozycji do panującego w scholastyce przekonania, zrywał z tezą obozu augustyńskiego, dla którego Bóg był „jak najbardziej obecny w duszy ludzkiej”.
Istnienie Boga nie jest dogmatem opartym na apriorycznym rozumowaniu; nie wynika ani z pojęcia prawdy, jak chciał Augustyn, ani z pojęcia doskonałego bytu, jak chciał Anzelm. Zarówno w dowodzie Augustyna, jak i Anzelma, Tomasz widział błędy. Przyznawał, że gdybyśmy znali istotę Boga, to pojęlibyśmy od razu, że istnieje. Nie pozostaje więc nic innego, jak oprzeć dowód istnienia Boga na doświadczeniu – mimo że w nim jest dany byt skończony i niedoskonały, bardzo daleki od Boga; niemniej jest to jedyna droga do „upewnienia się” o Jego istnieniu. Dowód istnienia Boga musi być aposterioryczny, musi wyprowadzać istnienie Boga nie z nieznanej nam Jego istoty, lecz ze znanych nam Jego dzieł.
Według Tomasza za istnieniem Boga przemawia pięć argumentów, nazywanych drogami (łac. Quinque viae)
- jeśli istnieje ruch, to istnieje pierwszy poruszyciel – Bóg (łac. ex motu)
- jeśli każda rzecz ma swą przyczynę, istnieje pierwsza przyczyna sprawcza – Bóg (łac. ex ratione causae efficientis)
- jeśli byty przygodne nie istnieją w sposób konieczny (pojawiają się na świecie i przemijają), musi istnieć byt konieczny – Bóg (łac. ex possibili et necessario)
- jeśli rzeczy wykazują różną doskonałość, to istnieje byt najdoskonalszy – Bóg (łac. ex gradibus perfectionis)
- jeśli celowe działanie jest oznaką rozumności, to ład i porządek w działaniu bytów nieożywionych, lub pozbawionych poznania, świadczą o istnieniu Boga, kierującego światem nieożywionym. (łac. ex gubernatione rerum)

Tomiści podkreślają zasługi Tomasza w kwestii poglądów na temat Boga. Arystoteles Boga określał jako byt najwyższy, Tomasz zaś nie stawiał go w hierarchii bytów, lecz definiował jako czyste istnienie, czyli Bóg jako podstawa każdego bytu, a nie jako jeden z bytów o najwyższych przymiotach.

### Poglądy antropologiczne
Człowiek jest osobą. Status bytu osobowego uzyskuje się dzięki godności, która jest doskonałością sposobu istnienia. Doskonałość ta charakteryzowana jest jako szczególna indywidualność i jednostkowość. Podstawą godności jest wolny wybór możliwy dzięki rozumności.
Dzięki przyjęciu koncepcji Arystotelesa, Tomasz uzyskał filozoficzne fundamenty, aby porzucić pogląd Platona, że tylko dusza jest człowiekiem, a ciało jest nie częścią, lecz narzędziem człowieka. Zdaniem Tomasza cielesność również należy do natury człowieka. Dusza, będąca rzeczywistym bytem jest integralnie powiązana z ciałem, tak dalece, że w sensie właściwym o ciele człowieka można mówić jedynie wtedy, gdy człowiek żyje, gdy dusza organizuje materię; to dusza sprawia, że powstaje ciało człowieka, i stąd mylące jest mówienie o połączeniu duszy i ciała, a należy raczej mówić o połączeniu duszy i materii, którego „efektem” jest człowiek, w tym jego ciało. Stąd człowiek jest osobą jako posiadający ciało, a sama dusza nie jest bytem osobowym – jest ona, o ile istnieje bez ciała, tzw. „bytem niekompletnym”.
W Kwestii dyskutowanej «O duszy» Tomasz twierdził, że dusza jest jedną substancją, łączącą się z ciałem nie tylko jako element je poruszający (ut motor), jak uważał Platon, lecz, jak też uznawał Arystoteles, jest ona przede wszystkim formą ciała. Mimo iż ma w sobie trzy elementy: wegetatywny, zmysłowy i racjonalny jest jedną substancją. Gdyby trzy rodzaje dusz: rozumna – charakterystyczna dla ludzi, zmysłowa – charakterystyczna dla pozostałych zwierząt i wegetatywna – charakterystyczna dla roślin, dająca wzrost, nie tworzyły w duszy jednej substancji, ciało nie stanowiłoby jedności, lecz złożenie (aggregatio), gdyż trzy dusze byłyby formami trzech osobnych elementów ludzkiego ciała: roślinnego, zwierzęcego i ludzkiego. Człowiek ma zatem tylko jedną substancję duszy – una anima secundum substantiam, która jest rozumna, zmysłowa i wegetatywna:

Dusza rozumna daje ciału ludzkiemu wszystko to, co dusza zmysłowa daje zwierzętom nierozumnym (bruta), wegetatywna roślinom i jeszcze dodaje coś więcej. Dlatego jest ona w człowieku zarazem wegetatywną i zmysłową i rozumną.

Tomasz uważał też, że dusza kształtuje zrodzenie i wzrost płodu. Do czasu, gdy poczęcie osiągnie formę doskonałą, w nasieniu ojca jest najpierw sama dusza wegetatywna, potem, w procesie, który prowadzi do poczęcia, ustępuje ona duszy, która jest i wegetatywna i zmysłowa. A następnie, gdy dojdzie do poczęcia człowieka, gdy osiągnie ono doskonałą, skończoną postać (forma perfecta), zastępuje ją dusza, która jest jednocześnie wegetatywna i zmysłowa i rozumna.
Dusza ludzka, jako byt przygodny, ma w sobie wewnętrzne naturalne pragnienie (desiderium naturale) wiecznego istnienia. Wynika ono z samej jej natury jako bytu i przejawia się w postaci podwójnego pragnienia: szczęścia oraz wizji Pierwszej Prawdy. Nie jest ono związane z konkretną władzą duszy. Jest wychyleniem, ruchem ku przyszłości, które może przyjąć formę rezygnacji, rozpaczy lub nadziei.

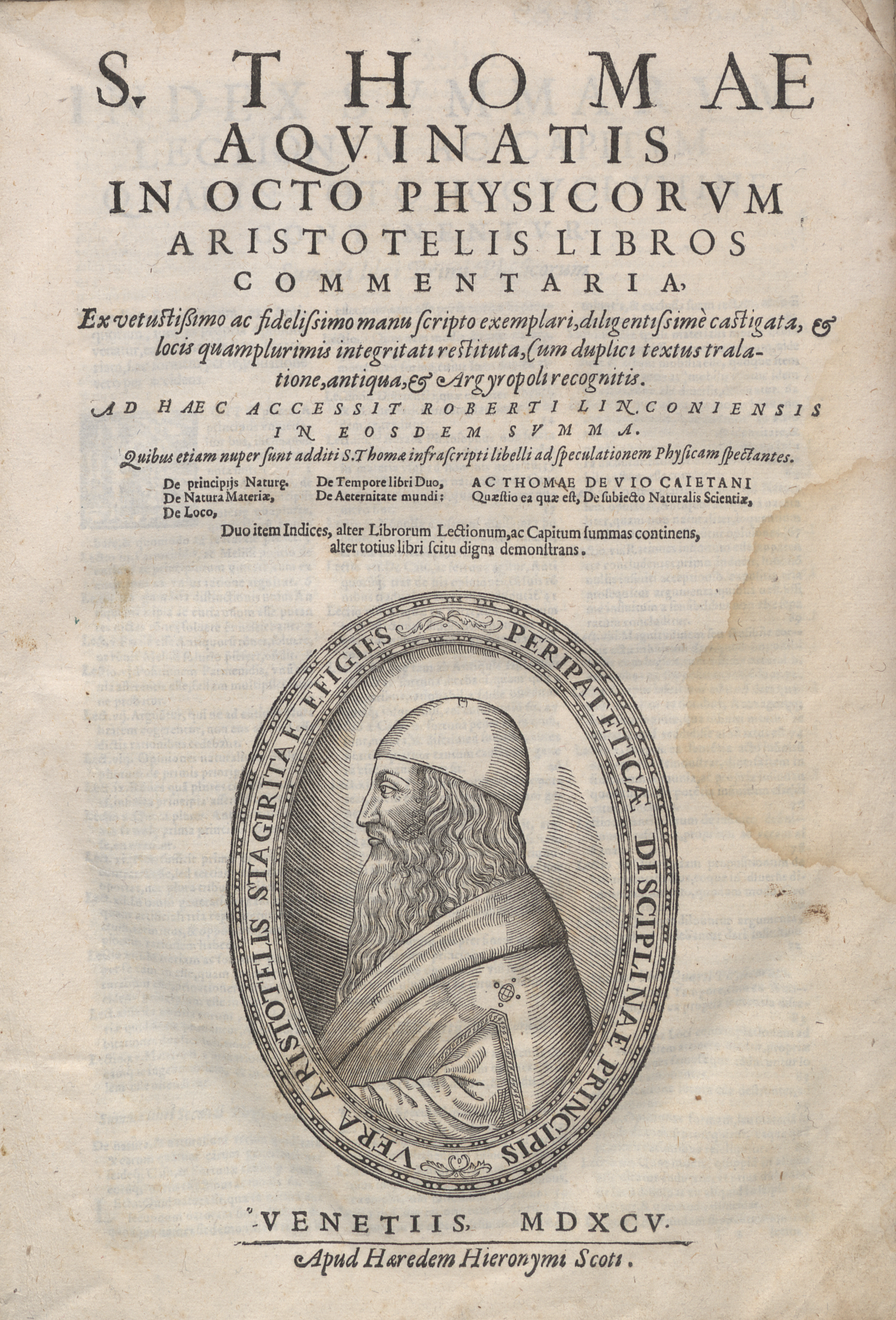
Super Physicam Aristotelis, 1595

Władzą duszy, której dobro jest naturalnym przedmiotem, jest wola. Dążenie do dobra jest jej naturą. W przypadku innych władz człowieka, kierowanie ich ku dobru jest zadaniem cnót. Wola ma to dążenie sama z siebie i nie potrzebuje pomocy ze strony osobnej sprawności, cnoty. Jednak w odniesieniu do dobra, które przekracza zakres mocy woli (proportio potentiae) – cnota jest jej niezbędna. Takim dobrem przewyższającym jej zdolności jest Dobro, którym jest Bóg. Cnotami wlanymi, które kierują miłość woli ku temu Dobru i umożliwiają ją, są cnoty teologalne miłości i nadziei.
Tomasz z Akwinu wyróżniał jedenaście podstawowych ludzkich uczuć. Klasyfikował je w ramach dwóch zmysłowych władz pożądawczych – podstawowej prostej władzy popędu zasadniczego (miłość, pożądanie, przyjemność, nienawiść, odraza, wstręt) oraz władzy popędu zdobywczego (nadzieja, rozpacz, odwaga, lęk, gniew).

#### Kobiety i mężczyźni
Kobieta, w sensie płci, powołana została do bytu jako „pomoc do rodzenia”. Jest ona częścią wspólnoty z mężczyzną, z którym łączy się w „jedno ciało” dla dzieła rodzenia:

„Utworzenie kobiety z żebra mężczyzny było stosowne dla uwydatnienia, że między mężczyzną a kobietą winna istnieć więź wspólnoty ... Ani kobieta nie powinna panować nad mężczyzną i dlatego nie została utworzona z jego głowy, ani też mężczyzna nie powinien jej lekceważyć jakby jakąś podległą mu niewolnicę i dlatego nie została utworzona z jego stóp” [Summa theologiae I, q.92]

Kobieta łączy się z mężczyzną nie tylko z uwagi na rodzenie, ale i na inne zadania w życiu domowym. Święty Tomasz zwracał uwagę na to, że mężczyzna nie powinien lekceważyć kobiety „jakby jakąś podległą niewolnicę”, a między nimi powinna istnieć „więź wspólnotowa”. Związek kobiety i mężczyzny powinien opierać się na pewnej równości, ponieważ na niej budowana jest przyjaźń. A że „gorącej przyjaźni nie można mieć z wieloma osobami”, konieczne jest pozostanie w monogamii, gdyż inaczej „nie będzie z obu stron równości w przyjaźni”.

„Było stosowne, by pierwsza kobieta została utworzona z mężczyzny ... by przez to podkreślić godność pierwszego człowieka..., a także, by mężczyzna bardziej miłował kobietę i wiązał się z nią nierozerwalnie, będąc świadomym jej pochodzenia z niego”. [Summa theologia I,q.92]

Równość nie jest jednak pełna, a mężczyzna ma władzę nad kobietą wynikającą z większej rozumności.

Dwojakie jest podleganie: jedno niewolnicze; według niego przełożony posługuje się poddanym dla swojego pożytku: i takie podleganie nastało po grzechu (por. Rdz 3,16). Jest jeszcze inne podleganie: domowe i obywatelskie; według niego przełożony posługuje się podległymi dla ich pożytku i dobra: i to podleganie istniałoby także przed grzechem. Bowiem w mnogości ludzi brak by było dobra porządku, gdyby jedni nie byli rządzeni przez innych mądrzejszych. I według tak pojmowanego poddaństwa kobieta z natury jest podległa mężowi, gdyż z natury mężczyzna ma większe rozeznanie rozumu – a, jak niżej powiemy, stan niewinności pierworodnej nie wyklucza nierówności wśród ludzi.

W ślad za Arystotelesem analizował Tomasz metafizyczne aspekty poczęcia kobiety z nasienia męskiego, przyjmując i rozwijając twierdzenia filozofa o słabości ciała kobiecego. W odniesieniu do natury partykularnej, czyli zrodzenia tej konkretnej kobiety – utworzenie jej z nasienia jest czymś niedoszłym i niewydarzonym ((łac.) aliquid deficiens et occasionatum dosł. naznaczone brakiem i wydarzające się przypadkowo) – gdyż nasienie męskie powinno wydać naturę męską. Gdy tak się nie dzieje, jest to kwestia przypadkowo wydarzającej się niedoskonałości aktu – niedoskonałości w rozumieniu metafizycznym, gdyż skutek ma być pełnym odbiciem przyczyny. Powodem tej przypadkowej niedoskonałości metafizycznej może być „słabość siły czynnej” w nasieniu bądź kwestia niedyspozycji materii, albo też spowodowało to coś z zewnątrz, np. wiatry południowe, o których [Filozof] pisze, że są wilgotne. Natomiast co do natury powszechnej, czyli kobiety jako kobiety, jej istnienie w świecie nie jest czymś przypadkowym, gdyż taki był zamysł natury ((łac.) intentio naturae), która zależna jest od Boga jako jej twórcy. Siła czynna i bierna zostały rozdzielone pomiędzy mężczyznę i kobietę, ponieważ człowiek został (w odróżnieniu od roślin i zwierząt) „przyporządkowany jeszcze bardziej znamienitemu dziełu życia, którym jest myślenie”.

„Ze względu na to, w czym głównie ziszcza się treść obrazu, mianowicie ze względu na naturę myślącą zarówno w mężczyźnie, jak i w kobiecie widnieje obraz Boga. Pod pewnym ubocznym względem prawdą jest, że obraz Boga znajduje się w mężczyźnie w inny sposób niż w kobiecie, gdyż mężczyzna jest początkiem i celem kobiety, tak jak Bóg jest początkiem i celem całego stworzenia. Stąd też Apostoł po słowach: “Mężczyzna... jest obrazem i chwałą Boga, a kobieta jest chwałą mężczyzny” uzasadnia to twierdzenie dodając (1 Kor. 11,8): To nie mężczyzna powstał z kobiety, lecz kobieta z mężczyzny”. [Summa theologiae I,q.93]

Według niektórych uczonych redukowanie Tomaszowej koncepcji kobiety do definicji przejętej od Arystotelesa jest czymś krzywdzącym.
Czerpiąc z wiedzy starożytnych, średniowieczna wiedza przyrodnicza próbowała wyjaśnić brak równości ciał kobiety i mężczyzny, a w konsekwencji także ich płci. W tym kontekście refleksję Akwinaty uznać trzeba za zmierzającą do ukazania ich równej godności jako ludzi i jako dzieci Bożych, noszących w sobie obraz Boży – mimo braku równości między nimi na poziomie cielesnym, płciowym. Kobieta i mężczyzna jednakowo są obrazem Boga, o czym Tomasz nauczał zaraz po omówieniu zagadnienia różnic między płciami, w następnej kwestii Sumy Teologii:

Po słowach: ‘Na obraz Boży go stworzył’, Pismo św. dodało: ‘Stworzył mężczyznę i niewiastę’: nie żeby obraz Boga ujmować według odrębności płci, ale że obraz Boga jest wspólny obu płciom, gdyż jest w umyśle, a co do niego nie istnieje odrębność płci. Stąd też po słowach: ‘Według obrazu Tego, który go stworzył’ [Kol 3, 10]. Apostoł dodaje: ‘Nie ma już mężczyzny i kobiety’[Ga 3, 28]”. [Summa theologiae I q.93, a.6, ad 2, przeł. P. Bełch.]

Akwinata podkreślił, że nie ma różnicy między kobietą a mężczyzną w tym, co dotyczy duszy: „kobieta nie różni się od mężczyzny w tym, co jest rzeczą duszy” (secundum rem, in his quae sunt animae mulier non differt a viro [In 4 Sent d. 25 q.2, a.1, sol. 1, ad 2.]).
Tomasz zauważył jednocześnie, że znane są przypadki (wskazując na przykłady męczeństwa za wiarę), w których kobiety wykazywały się równie dobrym lub lepszym osądem i równą lub większą siłą ducha niż mężczyźni [Summa theologiae II-II, q.156, a.1, ad 1; III, q. 72, a. 8, ad 3]. W komentarzu do Ewangelii Mateusza zauważył także, że wśród kobiet spotkać się można ze skrajnościami tak co do pobożności, jak i okrucieństwa [Mt 14, 5-8].

### Poglądy społeczno-polityczne
W dziedzinie filozofii państwa głosił, że na czele państwa jest władza świecka i duchowna, twierdził też, iż istnieje ustrój republiki i monarchii. Najlepsza jest monarchia, bo to ona troszczy się o lud, zaś król musi przestrzegać prawa bożego i natury. Za tyrana uznawał tego, co nielegalnie zdobył władzę (uzurpacja, symonia), a także tego, kto (nawet zdobywszy ją legalnie) łamie Prawo Boże.

### Filozofia prawa
Problematyka prawa obejmuje dwa obszary: prawo-lex, oraz prawo-ius. Tomasz wyróżnia cztery zasadnicze typy prawa-lex: prawo wieczne (lex aeterna), prawo naturalne (lex naturalis), prawo pozytywne zwane też prawem ludzkim (lex positiva seu humana) oraz prawo Boże (lex divina). Prawo pozytywne obejmuje prawo narodów (ius gentium) i prawo poszczególnych państw (ius civile). Prawo Boże jest prawem objawionym i jako takie jest domeną teologii. Obejmuje prawo Starego Testamentu (lex vetus) oraz prawo Nowego Testamentu (lex nova).
Prawo-lex:
- jest rozporządzeniem rozumu (a nie woli),
- musi mieć odpowiedni cel – dobro wspólne, które utożsamia się ze szczęściem,
- ustanawiane jest przez legalnie panujących,
- musi być promulgowane. [Summa theologiae 1-2 q90 a4 co.]

Prawo sprawiedliwe musi spełniać przynajmniej te cztery warunki.
Prawo-ius to przede wszystkim „sama rzecz sprawiedliwa” (ipsa res iusta) – to coś, co jest dla kogoś odpowiednie, współmierne. Tomasz w nawiązaniu do Arystotelesa pisze o odpowiedniości opartej na pewnego typu równości.
Tomaszowa filozoficzna koncepcja prawa naturalnego jest koncepcją bardzo złożoną i powiązaną z jego całym systemem filozoficznym. Swój pełen kształt uzyskała dopiero w Summa theologiae, gdzie znalazła się definicja głosząca, że prawo naturalne (lex naturalis) „nie jest niczym innym, jak uczestniczeniem prawa wiecznego w stworzeniu rozumnym” (STh I-II q91 a2 co). Pierwsza reguła prawa naturalnego stwierdza, że dobro należy czynić i podążać za nim, a zła należy unikać („bonum est faciendum et prosequendum, et malum vitandum”, STh I-II q94 a2 co). Jednak reguły prawa naturalnego są wtórne wobec prawa naturalnego pojętego jako zespół dóbr będących odpowiednimi celami człowieka, powodującymi jego konkretne działania i nadającymi kształt tym działaniom („Prawo nie jest niczym innym jak racją działania, wszelka zaś racja działania zawarta jest w celu” CG, III, cap. 114). Są to cele, których realizacja prowadzi do możliwie pełnego rozwoju człowieka, a tym samym do szczęścia. W dookreśleniu tych celów bierze udział nie tylko poznanie, ale także wolne wybory dokonywane przez człowieka.

### Teologia moralna

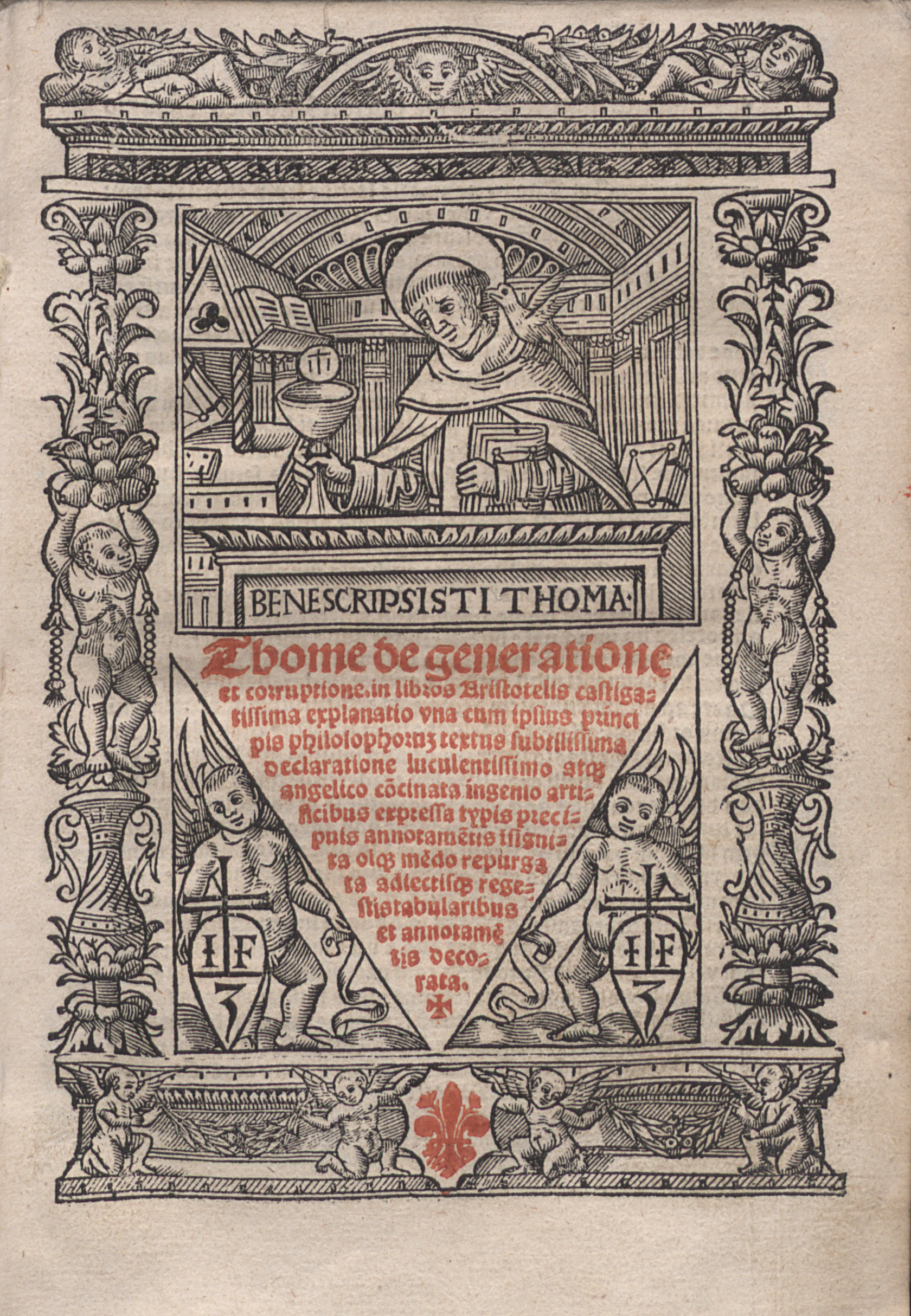
Komentarz Tomasza do O powstawaniu i ginięciu Arystotelesa

Tomasz ukazał swoją wizję teologiczną moralności człowieka w Sumie teologicznej w tomach I-IIae (Prima secundae) i II-IIae (Secunda secundae). Życie człowieka jest drogą do szczęścia królestwa niebieskiego. Po upadku grzechu pierwszych rodziców, ludzkość straciła zdolność dążenia do szczęścia wiecznego. Dzięki odkupieniu Chrystusa, człowiek otrzymuje cnoty teologiczne, wiary, nadziei i miłości, które czynią tę drogę na nowo możliwą. Jest ona wyznaczana przez Nowe Prawo Ewangelii. Natura ludzka wspomagana jest Darami Ducha Świętego, które wzmacniają i podnoszą na poziom nadprzyrodzony, poziom łaski, cnoty naturalne. Systematykę naturalnych cnót moralnych, Tomasz w dużej mierze przejął od Arystotelesa. Wady i grzechy na nowo powstrzymują lub całkowicie uniemożliwiają, zależnie od tego czy są ciężkie czy lekkie, drogę do królestwa.

#### Pojęcie grzechu
Grzechy, według rozumienia Tomasza, zawsze mają w sobie coś ze śmierci ze względu na swój przedmiot. Polegają bowiem na zwróceniu się wolnej woli przeciw miłości, prowadzącej ku celowi ostatecznemu, którym jest życie człowieka w szczęściu wiecznym królestwa niebieskiego. Stąd zwrócenie się przeciw miłości Bożej, jak bluźnierstwo czy krzywoprzysięstwo, albo przeciw miłości bliźniego, jak zabójstwo lub cudzołóstwo i in., jest grzechem śmiertelnym – czyli przynoszącym śmierć duchową – samo w sobie. Podczas gdy grzechem powszednim można określić postawę woli, która pozwala na pewne nieuporządkowanie w dążeniu do realizacji miłości Boga i bliźniego. Będą to np. pustosłowie, śmiech ponad miarę. Ponieważ w grzechu znaczenie ma nie tylko przedmiot, lecz także podmiot, czyli predyspozycje i intencje osoby grzeszącej – to, co obiektywnie jest grzechem lekkim, powszednim, może stać się grzechem ciężkim. Po pierwsze wtedy, gdy człowiek stawia przedmiot powszedniego grzechu wyżej niż cel ostateczny swojego życia. Po drugie, gdy grzech obiektywnie lekki ukierunkowany jest ku popełnieniu grzechu ciężkiego, np. gdy ktoś używa pustosłowia dla skłonienia siebie i kogoś do popełnienia cudzołóstwa.
Grzech śmiertelny jest więc, według innego sformułowania Tomasza, odwróceniem się od dobra niezmiennego, którym jest Bóg, a zwróceniem się ku dobru zmiennemu, czyli stworzeniom. Owo nieuporządkowane zwrócenie się ku stworzeniom jest elementem materialnym grzechu, nazywa się je inaczej pożądliwością /(łac.) concupiscentia/, podczas gdy elementem formalnym jest utrata przymierza z Bogiem, czyli pierwotnej sprawiedliwości. Jest ono nazywane winą śmiertelną – culpa mortalis (Summa theologiae III q86 a4; por. I-IIae q87 a4). Wina śmiertelna jest gładzona, kiedy przez łaskę usunięty zostaje stan odwrócenia umysłu od Boga. Wolna wola zwraca się wtedy ku Bogu w akcie wiary – actus fidei formatae. Zaś w odniesieniu do grzechu wolna wola dokonuje aktu pokuty – actus poenitentiae (STh III q86 a6 rad1). To nieuporządkowane zwrócenie się ku dobru zmiennemu pociąga za sobą karę doczesną – reatus poenae, która jedynie może przywrócić nieuporządkowanie grzechu do porządku sprawiedliwości (STh III q86 a5).

#### Wiara
W ujęciu Tomasza pierwszym i najważniejszym przedmiotem wiary jest poznanie pierwszej prawdy, czyli Boga – tak jak On się objawia w swoim słowie /por. 1 Tes 2,13/ (STh II-II q1 a1). Dlatego można ją umieścić pośrodku, między wiedzą a opinią (STh II-II q1 a2). Ale ze względu na autorytet słowa Bożego, jest ona pewniejsza od ludzkiej wiedzy (STh II-II q4 a8). Wiara odnosząc człowieka do Boga, sprawia, że zdolny jest on posiąść wieczne szczęście /(łac.) beatitudo/ (STh II-II q2 a5 oraz 6 ad1), gdyż dzięki niej przyjmuje łaskę zbawienia z grzechu i śmierci, które wysłużył Chrystus przez swoje wcielenie oraz mękę i zmartwychwstanie (STh II-II q2 a7).

## Znaczenie
Na soborze trydenckim tylko dwie księgi umieszczono na ołtarzu – Biblię i „Sumę teologiczną” Tomasza z Akwinu.

## Kanonizacja
W 1319 roku Kościół rzymskokatolicki rozpoczął wstępne postępowanie w sprawie kanonizacji Tomasza z Akwinu. Akt kanonizacji ogłosił 18 lipca 1323 roku papież Jan XXII. W 1567 roku Pius V włączył go do grona doktorów Kościoła.

## Ikonografia i atrybuty
W ikonografii św. Tomasz przedstawiany jest w białym habicie dominikańskim, w czarnej kapie i białym szkaplerzu. Jego atrybutami są m.in. anioł, gołąb, infuła u nóg, której nie przyjął, kielich z Hostią, księga, laska, monogram IHS, monstrancja, pióro pisarskie, różaniec, słońce na piersiach, które symbolizuje jego Boską inspirację. Jego znakiem jest także Chrystus w aureoli.

## Dzień obchodów w Kościele katolickim
W nadzwyczajnej formie rytu rzymskiego święto św. Tomasza przypada w dies natalis – 7 marca. Obchód ten niemal zawsze wypada w okresie wielkopostnym, stąd podczas reformy liturgicznej Pawła VI został on przeniesiony na 28 stycznia. Data ta funkcjonuje w zwyczajnej formie rytu rzymskiego, jako obowiązkowe wspomnienie liturgiczne.